# Stawnica (Korsze)
Stawnica (deutsch Oberteich) ist ein Dorf in der polnischen Woiwodschaft Ermland-Masuren. Es gehört zur Gmina Korsze (Stadt- und Landgemeinde Korschen) im Powiat Kętrzyński (Kreis Rastenburg).

## Geographische Lage
Stawnica liegt in der nördlichen Mitte der Woiwodschaft Ermland-Masuren, 24 Kilometer nordwestlich der Kreisstadt Kętrzyn (deutsch Rastenburg) bzw. acht Kilometer nordwestlich der Stadt Korsze (Korschen).

## Geschichte
Das einstige Oberteich bestand ursprünglich aus ein paar kleinen Gehöften. Im Jahre 1874 wurde die Landgemeinde Oberteich in den neu errichteten Amtsbezirk Prassen (polnisch Prosna) eingegliedert, der zum Kreis Rastenburg im Regierungsbezirk Königsberg in der preußischen Provinz Ostpreußen gehörte. 104 Einwohner zählte Oberteich im Jahre 1910.
Am 30. September 1928 verlor Oberteich seine Eigenständigkeit, als sich die Landgemeinde mit den Gutsbezirken Prassen (polnisch Prosna), Döhrings (Suliki) und Błuskajmy Małe (Klein Bloßkeim) zur neuen Landgemeinde Prassen zusammenschloss.
In Kriegsfolge kam Oberteich 1945 mit dem gesamten südlichen Ostpreußen zu Polen und erhielt die polnische Namensform „Stawnica“. Heute ist das Dorf eine Ortschaft im Verbund der Stadt- und Landgemeinde Korsze (Korschen) im Powiat Kętrzyński (Kreis Rastenburg), bis 1998 der Woiwodschaft Olsztyn, seither der Woiwodschaft Ermland-Masuren zugehörig.

## Kirche
Bis 1945 war Oberteich in die evangelische Kirche Leunenburg (polnisch Sątoczno) in der Kirchenprovinz Ostpreußen der Kirche der Altpreußischen Union sowie in die katholische Kirche Sturmhübel im Bistum Ermland eingepfarrt.
Heute gehört Stawnica katholischerseits zur Pfarrei Sątoczno im jetzigen Erzbistum Ermland, evangelischerseits zur Pfarrei Kętrzyn (Rastenburg) mit den Filialkirchen Barciany (Barten) und Bartoszyce (Bartenstein) in der Diözese Masuren der Evangelisch-Augsburgischen Kirche in Polen.

## Verkehr
Stawnica liegt an einer Nebenstraße, die von Sątoczno (Leunenburg) direkt in den Ort führt. Eine Anbindung an den Bahnverkehr besteht nicht.